# Монастырь Туман
Монастырь Туман — мужской монастырь в Сербии, находящийся в 12 километрах от города Голубац  на берегу реки Туманка. Монастырь основан Милошем Обиличем в XIV веке.
Небесной покровительницей монастыря считается Ксения Петербургская. Главный храм монастыря посвящён Архистратигу Гавриилу. Чтимой святыней монастыря является гроб с мощами угодника Божьего Зосимы, установленный в храме.
В монастыре также есть часовня Зосимы Синаита.
Из хозяйственных построек присутствует гостевой дом, над часовней Зосимы Синаита находятся кельи насельников и скиты.

## История
Монастырь был основан Милошем Обиличем, у которого было имение в соседней деревушке Двориште.
О причине основания монастыря есть две легенды.
Первая романтическая: это место было связано с подвижничеством Зосимы Синаита. Он жил в пещере среди лесов Хомогольских гор. С ним произошёл несчастный случай: его стрелой смертельно ранил охотник Милош Обилич. Милош всячески старался спасти святого, пытался на своём коне отвезти к врачу. Зосима Синаит сказал ему, что всё это не спасёт его жизнь, так как предвидел собственную смерть. Святой Зосима скончался до прихода врача, его последними словами была просьба спокойно умереть. В Сербском варианте этой фразы были слова Ту ми мани, которые Милош услышал как «Туман». В память о подвижнике Милош решил построить монастырь Туман.
Вторая более приземлённая. Милош Обилич построил этот монастырь рядом со своим родовым имением незадолго до битвы Косово. Когда Милош, посланник царя Лазаря, привёз к нему указ о необходимости собрать войска на войну с турками, Милош Обилич подошёл к окну и сказал Этот монастырь достаточно большой. Соберите все силы и пускай они спешат в Косово, чтобы защитить страну. В Сербском варианте этой фразы были слова Ту мани, которые слушатели трактовали как «Туман».
Строительство, начатое в 1380 году, возможно было приостановлено в 1389 из-за войны: на Сербию наступали турецкие войска во главе с Мурадом I.
Милош Обилич ушёл сражаться под предводительством царя Лазаря и погиб на Косовом поле, убив султана.
После смерти Милоша монастырь был построен, первый раз он появляется в документах 1572—1573 годов, его упоминает в своих трудах экзарх Белградской митрополии Максим Раткович.
Историки не уверены, когда был построен монастырь: до или после битвы на Косовом поле, но первое описание монастыря появляется при султане Мураде III.
Во второй половине XVI века в этом монастыре было создано важное сербское церковное литературное произведение — Туманский апокрифический сборник.
В тот же период упомянуто имя одного из иноков — монах Исайя прибыл от монастыря на великом церковно-народном соборе, который в 1735 году проходил в Сремски-Карловци.
Монастырь просуществовал более двухсот лет, до Австро-турецкой войны; в 1788 году во время восстания Кочина крайина монастырь Туман был сожжён турками.
В 1797 году, во время первого правления Милоша Обреновича монастырь был восстановлен, руководил работами воевода города Голубац Пол Богданович.
Первое и второе сербское восстание нанесли серьёзный урон монастырю, в 1879 году монастырь был заново обустроен.
О нём в своих книгах упоминали такие сербские авторы XIX века как Тодор Влачич и Йоаким Вуйич.
Монастырь был сильно повреждён при землетрясении 1883 года.
Монастырь был снова восстановлен, но в 1910 году храм монастыря был заминирован, подрыв произошёл 11 (24) апреля, террористы хотели уничтожить мэра города Голубац на праздновании Вербного воскресенья.
Подрыв заряда не привёл к мгновенному обрушению здания, но оно покрылось трещинами; из-за угрозы немедленного обрушения оно было снесено.
События Балканской и Первой мировой войн не позволили быстро начать восстановление.
Новый храм был построен в моравском стиле с крестообразным фундаментом и куполом, его освящение состоялось в 1924 году.
В 1936 году вместе по решению церковных властей братия из монастыря Туман была переведена в Мильков монастырь, а из Милькова монастыря была приведена братия во главе с игуменом Лукой (Родионовым).
В тот период русско-сербский монастырь имел особый статус и был одним из оплотов РПЦз в Сербии.
В 1941 году в стенах монастыря были пострижены братья Лев и Андрей, получившие имена Леонтий и Антоний, впоследствии — епископы РПЦз.
Кроме этого, монастырь связан с именами монахов Иннокентия Русского, Ираклия Кулака, Петра Русского, Варнавы Щербан, Владимира Колосова, Феофана Шишманова, Серафима Лисевецкого, Анатолия Карасюты, Дмитрия Бодрова, иеромонаха Исакия Каширина, Антония Медведева, Иосафа Морскова.
В 1946 году настоятелем монастыря стал монах Пётр (Новакович), при нём была восстановлена обитель преподобного Зосимы.
В 1952 году Пётр отошёл от обязанностей настоятеля, принял великую схиму под именем иеромонаха Пахомия и удалился в скит.
Он завершил свою земную жизнь в 1965 году и был похоронен на монастырском кладбище.
В 1960-х годах епископ Браничевской епархии Хризостом предложил преобразовать монастырь в женский и с 1966 года монастырь был преобразован в женский общежитийный монастырь.
Какое-то время (с конца 1970-х по 1981 год) в монастыре проживал известный сербский старец Фаддей Витовницкий, он был духовником сестричества.
В 1991 году в храме Архистратига Гавриила был устроен новый каменный иконостас, одновременно с этим были созданы фрески в церкви.
В 2024 году монастырь Туман награждён сербским Сретенским орденом III степени.